# Paweł Popiel (1837–1910)
Paweł Popiel herbu Sulima (ur. 1837 w Ruszczy k. Krakowa, zm. 11 maja 1910 w Krakowie) – profesor prawa rzymskiego, tłumacz i  publicysta.

## Życiorys
Był synem Pawła Popiela i Emilii z Sołtyków, młodszym bratem Jana. W 1846 ojciec wysłał go wraz ze starszymi braćmi do pruskiego katolickiego gimnazjum w Nysie, które, jak uważał, poziomem nauczania i wychowania przewyższało szkoły krakowskie i austriackie. Po maturze zapisał się w 1856 roku na Wydział Prawa UJ, gdzie w 1862 uzyskał doktorat. 15 września 1862 Komisja Rządowa pod przewodnictwem Aleksandra Wielopolskiego powołała go na stanowisko profesora nadzwyczajnego prawa rzymskiego w Szkole Głównej Warszawskiej. Jako konserwatysta powstrzymywał młodzież od brania udziału w powstaniu styczniowym. W 1869, kiedy Szkoła Główna została zamieniona na uniwersytet rosyjski, Popiel opuścił uczelnię i Warszawę osiedlił się w Ściborzycach, które otrzymał od ojca w 1868 i zajął się działalnością pisarską. Zajął się tłumaczeniem Iliady Homera, ogłosił je drukiem w Krakowie w 1880. Przekładał utwory Horacego wydane w Krakowie w 1903. Publikowane z kolei artykuły głównie w Przeglądzie Powszechnym dotyczyły kwestii politycznych, historycznych, historyczno-literackich, część z nich miała charakter wspomnieniowy. Ostatnia jego praca opublikowana w Przeglądzie Polskim w 1910 była poświęcona encyklikom różańcowym Leona XIII, traktującym o kwestiach ekumenicznych. Z zawartego 10 lipca 1868 małżeństwa z Marią z Zamoyskich Popiel miał dwóch synów: Wacława (ur. 1879) właściciela majątku Kostrzynek w Wielkopolsce, który zmarł 23 czerwca 1940 w obozie koncentracyjnym Stutthof, i Ludwika (1881–1949) dziedzica Ściborzyc, oraz córki: Marię i Cecylię. Pochowany został na cmentarzu Rakowickim (pas 5, rząd wsch.).